# Massacre d'Ussel
Seconde Guerre mondiale
Batailles
2e campagne de France
- Corse
- Limousin
- Ain et Haut-Jura
- Les Glières
- Ascq
- Division Brehmer
- Mont Mouchet
- Opérations SAS en Bretagne
- Bataille de Normandie
- Guéret
- Brigade Jesser
- Cornil
- 1er Tulle
- 2e Tulle
- Argenton-sur-Creuse
- Oradour-sur-Glane
- 1er Ussel
- Saint-Marcel
- Saffré
- Mont Gargan
- Vercors
- Penguerec
- Lioran
- Égletons
- 2e Ussel
- Débarquement de Provence
- Port-Cros
- La Ciotat
- Toulon
- Martigues
- Marseille
- Nice
- Rennes
- Saint-Malo
- Brest
- Paris
- Mont-de-Marsan
- Montélimar
- Maillé
- Écueillé
- La Saulx
- Meximieux
- Nancy
- Colonne Elster
- Dunkerque
- Arracourt
- Saint-Nazaire
- Lorient
- Metz
- Royan et de la pointe de Grave
- Campagne de Lorraine
- Colmar

Front d'Europe de l'Ouest
Front d'Europe de l'Est
Campagnes d'Afrique, du Moyen-Orient et de Méditerranée
Bataille de l'Atlantique
Guerre du Pacifique
Guerre sino-japonaise
Le massacre d'Ussel (connu aussi sous le nom de « massacre de la Promenade »), le 10 juin 1944 à Ussel en Corrèze, est un épisode de la Résistance française intérieure, pendant lequel 47 résistants français des FTP ont été abattus par les tirs de la garnison allemande.

## Contexte
Au début de juin 1944, les résistants autour d'Ussel sont nombreux et bien armés. Dans la nuit du 31 mai au 1er juin, les FTP lancent un grand nombre d'opérations : ponts sur la Dordogne détruits, routes coupées, lignes ferroviaires sabotées. La plupart des voies de communication restent impraticables les jours suivants. La garnison allemande de Marèges est encerclée à partir du 6 juin et l'Armée secrète commence à faire de même pour Ussel.
Dans ce contexte, la garnison allemande, installée dans l'école Jean Jaurès, s'estime menacée et souhaite quitter la ville au plus vite pour rejoindre Clermont-Ferrand. Cependant, elle est peu importante, 180 hommes du 95e régiment de sécurité, commandés par le lieutenant Hahn, et sait que les résistants ont les moyens de l'en empêcher. Elle ne veut pas se rendre aux « terroristes » et, faute d'autre solution, est réduite à espérer le secours éventuel d'une unité allemande, tout en sachant que cette dernière ne pourrait arriver rapidement.
Louis Le Moigne et Marcel Barbanceys ont donné dans leur ouvrage un récit détaillé des journées des 8, 9 et 10 juin 1944, aboutissant au massacre d'un grand nombre de résistants.

## Déroulement

### Le 8 juin
Le 8 juin, le maire d'Ussel, François Var, s'entretient avec l'adjoint du lieutenant Hahn. Il lui expose que la garnison allemande est complètement isolée et court les plus grands risques, et que, pour sa part, il ne veut pas de combats dans sa ville. Il lui suggère de se mettre sous la protection du Premier régiment de France (1er RF), une unité vichyste dont une compagnie est stationnée à Ussel, à l'École primaire supérieure (EPS). L'officier allemand va rendre compte tandis que François Var réunit dans son bureau le commandant Duret, chef de l'Armée secrète en Haute-Corrèze, le capitaine Noël, commandant la compagnie du 1er RF, et le lieutenant Pujol, commandant la gendarmerie d'Ussel. Ils définissent le cadre d'un protocole à proposer aux Allemands : les Allemands se mettraient sous la protection du 1er RF à l'EPS ; ils ne seraient pas désarmés mais déposeraient leurs armes à l'école dans un local qui serait gardé par deux sentinelles, française et allemande ; ils pourraient cependant reprendre ces armes s'ils étaient attaqués par des résistants. La proposition est envoyée au lieutenant Hahn qui la rejette à 23 h 30.

### Le 9 juin
Le capitaine Noël se met sous les ordres du commandant Duret, ainsi que le lieutenant Pujol. Duret décide de faire encercler aussitôt l'école Jean Jaurès, mais sans attaquer. Les Allemands tirent tout au long de la nuit. On décompte trois morts, un soldat du 1er RF, un gendarme et un Allemand tué par un tir de réplique du 1er RF.
À l'aube, le lieutenant Hahn accepte les termes de l'accord. Se produit alors un évènement spectaculaire qui sera une cause du massacre du lendemain. Vers 9 heures, les habitants stupéfaits voient la garnison allemande se rendre à l'EPS en ordre serré, l'arme à la bretelle. La colonne est encadrée par des soldats du 1er RF, fusil sous le bras. Les témoins en concluent que les Allemands ont fait reddition et la nouvelle se répand dans la ville. Arrivés dans leur nouveau cantonnement, les Allemands déposent comme convenu leurs armes dans un local.

### Le 10 juin
La rumeur populaire de la « reddition » est parvenue aux résistants FTP. La situation de ces derniers est particulière. Les unités combattantes, parties avec leurs chefs libérer Tulle, ne sont pas encore revenues. Depuis la nouvelle du débarquement de Normandie le 6 juin, les jeunes volontaires ont afflué en nombre. Ils n'ont pas de formation militaire ni d'encadrement et disposent de très peu d'armes. Pour eux, la « reddition » allemande est exaltante, et aussi une aubaine permettant de récupérer l'armement ennemi. L'accord secret avec les Allemands est mal connu des rares chefs FTP non partis à Tulle, qui n'ont pas été consultés.
En fin de matinée, sous la pression de ces chefs FTP, l'Armée secrète décide de récupérer les armes des Allemands et de les partager par moitié entre FTP et Armée secrète. Un coup de main est préparé, sans la participation active du 1er RF, le capitaine Noël ne voulant pas renier sa parole donnée la veille. Une section du 1er Rf sortira de l'EPS. Elle sera ensuite remplacée par une section entrante composée de maquisards habillés de l'uniforme des gendarmes. Dans la nuit, ces derniers neutraliseront la sentinelle allemande, s'empareront des armes et feront prisonniers les Allemands dans leur sommeil. À peine les participants de la réunion de préparation du coup de main terminent leurs travaux, à l'hôpital d'Ussel, vers 14 h 30, qu'ils entendent une fusillade.
55 jeunes maquisards FTP, venant de Saint-Pardoux-le-Vieux dans trois camions et un véhicule léger, sont arrivés à Ussel devant la porte principale de l'EPS. Aussitôt, une altercation oppose les maquisards aux sentinelles du poste de garde du 1er RF. Quelques coups de feu sont tirés, puis cessent rapidement. Les jeunes maquisards se replient derrière le kiosque à musique de la place. Au bruit des tirs, les Allemands se précipitent aux fenêtres. S'estimant menacés, ils courent récupérer les armes dans le local où elles sont entreposées et ouvrent le feu des fenêtres du long bâtiment. Ils abattent les maquisards et achèvent tous les blessés. 47 hommes sont tués. Très peu ont réussi à s'enfuir. Les Allemands rapportent ensuite leurs armes dans le local.

### Épilogue
Le 12 juin, les Allemands sont secourus par une colonne composée de 37 camions transportant 400 parachutistes, venue libérer la garnison du barrage de Marèges, tandis que la compagnie du 1er RF quitte précipitamment Ussel.
La garnison d'Ussel reste en place après le départ de la colonne de secours. Le 7 juillet 1944, un convoi de trois véhicules transportant une trentaine d'hommes de la garnison, parti de Clermont-Ferrand et revenant à Ussel, tombe dans une embuscade au pont du Chavanon. 22 hommes sont tués, dont le lieutenant Hahn, et au moins deux autres faits prisonniers. Le 13 août, la garnison est attaquée par la Résistance. Le combat s'achève par l'incendie de l'EPS et une vraie reddition des Allemands, qui ont eu 8 morts et 13 blessés. Le soir, la colonne Jesser reprend la ville qui ne sera définitivement libérée que le 21 août.
Le 8 octobre 1944, un tribunal militaire présidé par le commandant Malaise, de l'Armée secrète, condamne à mort trois militaires allemands jugés responsables du massacre et qui sont fusillés, pour actes contraires à la convention de Genève de 1929.

### Sources
- Sédentaires, réfractaires et maquisards. L'Armée secrète en Haute-Corrèze, 1942-1944, Louis Le Moigne et Marcel Barbanceys, préface de Claude Hettier de Boislambert, chapitre « La première affaire d'Ussel », p. 212-216, Association amicale des maquis de Haute-Corrèze, 507 p., Moulins, 1979
- Libération de la Haute-Corrèze, chapitre « La récupération des armes à l'origine du drame d'Ussel », Rémi Fourche, colloque de Tulle, 12 juin 2004
- Terre de résistance et de liberté, collectif, 5e édition, 797 p., chapitre « Le sang d'Ussel », p. 601-611, 1995
- Le Premier Régiment de France et la Résistance (Indre, Cher, Creuse, Corrèze, Haute-Marne...), Jean-Paul Gires, préface de Patrick Grosjean, p. 23-27 et 107-108, Alice Lyner Éditions, Issoudun, 149 p., 2016  (ISBN 978-2-918352-76-1).